# HD 12270
HD 12270，又名CP-66 123，SAO 248472、HR 584，是一颗恒星，视星等为6.37，位于銀經292.2，銀緯-50.3，其B1900.0坐标为赤經1h 55m 10.2s，赤緯-65° -50.3′ 39″。